# Liste der Landkreise und kreisfreien Städte in Sachsen-Anhalt
Das Land Sachsen-Anhalt umfasst elf Landkreise und drei kreisfreie Städte. Diese Liste der Landkreise und kreisfreien Städte in Sachsen-Anhalt stellt eine Übersicht über diese einschließlich deren wichtigsten Informationen auf. Die aktuell gültige Verwaltungsgliederung besteht seit der Kreisreform vom 1. Juli 2007, bei der die zuvor 21 Landkreise zusammengefasst wurden. Bis auf die Stadt Dessau, welche mit der Stadt Roßlau (Elbe) zur neuen Stadt Dessau-Roßlau zusammengefasst wurde, blieben die kreisfreien Städte von dieser Kreisreform unberührt.
Das Land Sachsen-Anhalt ist mit einer Fläche von 20.452 Quadratkilometern das achtgrößte Land der Bundesrepublik Deutschland. Mit einer Bevölkerung von 2.236.252 Personen (31. Dezember 2016) rangiert es auf dem elften Platz. Die Bevölkerungsdichte beträgt 109 Einwohner pro Quadratkilometer und entspricht damit etwa dem Durchschnitt der neuen Bundesländer, der deutlich unter dem Bundesdurchschnitt von etwa 228 Einwohnern pro Quadratkilometer liegt. Der flächengrößte Landkreis ist der Landkreis Stendal mit einer Fläche von 2.423 Quadratkilometern, der kleinste Flächenkreis ist der Burgenlandkreis mit 1.414 Quadratkilometern. Bezogen auf die Bevölkerung ist der Landkreis Harz mit 219.643 Personen (31. Dezember 2016) größter Landkreis Sachsen-Anhalts. Die größten kreisfreien Städte sind Magdeburg mit 238.136 und Halle (Saale) mit 238.005 Einwohnern. Die geringste Bevölkerung weisen die kreisfreie Stadt Dessau-Roßlau mit 82.505 und der Altmarkkreis Salzwedel mit 85.236 Einwohnern auf.

## Aufbau
Die nachfolgende Liste ist folgendermaßen aufgebaut:
- Landkreis: Name des Landkreises beziehungsweise der kreisfreien Stadt
- Kreisstadt: Name der Kreisstadt
- Wappen: Offizielles Wappen des Landkreises beziehungsweise der kreisfreien Stadt
- Karte: Lagekarte des Landkreises beziehungsweise der kreisfreien Stadt innerhalb des Bundeslandes Sachsen-Anhalt
- Kfz: Kraftfahrzeugkennzeichen der jeweiligen Gebietskörperschaft
- Bevölkerung: Bevölkerungszahl der jeweiligen Gebietskörperschaften mit Stand vom 31. Dezember 2022
- Fläche: Fläche der jeweiligen Gebietskörperschaften in Quadratkilometer (km²).
- Dichte: Bevölkerungsdichte in Einwohner je Quadratkilometer
- Anmerkungen: weitere Informationen bezüglich angrenzender Bundesländer oder Nachbarstaaten, Besonderheiten und dergleichen
- Bild: Ein typisches Bild aus der Region mit der die jeweilige Gebietskörperschaft identifiziert wird

## Übersicht
| Landkreis/ kreisfreie Stadt      | Kreisstadt             | Wappen                                   | Lage                                                     | Kfz                           | Einw.     | Fläche (in km²) | Ew/km² | Bemerkungen | Bild                                                 |
| -------------------------------- | ---------------------- | ---------------------------------------- | -------------------------------------------------------- | ----------------------------- | --------- | --------------- | ------ | --- | ---------------------------------------------------- |
| Altmarkkreis Salzwedel           | Salzwedel              | Wappen des Altmarkkreises Salzwedel      | Lage des Altmarkkreises Salzwedel in Sachsen-Anhalt      | SAW, GA, KLZ                  | 80.780    | 2.294,16        | 35     | bevölkerungsärmster Landkreis Sachsen-Anhalts; grenzt an Niedersachsen; 1994 entstanden aus dem Kreis Salzwedel und Gemeinden der Kreise Gardelegen und Klötze | Fachwerkhäuser in Salzwedel                          |
| Anhalt-Bitterfeld                | Köthen (Anhalt)        | Wappen des Landkreises Anhalt-Bitterfeld | Lage des Landkreises Anhalt-Bitterfeld in Sachsen-Anhalt | ABI, AZE, BTF, KÖT, ZE        | 153.801   | 1.454,38        | 106    | größter See des Landes (Großer Goitzschesee; 13,3 km²); grenzt an Brandenburg und Sachsen; entstanden aus den Landkreisen Bitterfeld und Köthen sowie Teilen des Landkreises Anhalt-Zerbst | Schlossruine in Zerbst                               |
| Börde                            | Haldensleben           | Wappen des Landkreises Börde             | Lage des Landkreises Börde in Sachsen-Anhalt             | BK, BÖ, HDL, OC, OK, WMS, WZL | 168.593   | 2.367,15        | 71     | grenzt an Niedersachsen; entstanden aus dem Börde- und dem Ohrekreis | Burg Oebisfelde                                      |
| Burgenlandkreis                  | Naumburg (Saale)       | Wappen des Burgenlandkreises             | Lage des Burgenlandkreises in Sachsen-Anhalt             | BLK, HHM, NEB, NMB, WSF, ZZ   | 175.217   | 1.414,00        | 124    | flächenkleinster Landkreis Sachsen-Anhalts; südlichster Punkt des Landes (Bröckau); grenzt an Sachsen und Thüringen; entstanden aus dem alten Burgenlandkreis und dem Landkreis Weißenfels | Dom zu Naumburg                                      |
| Dessau-Roßlau (kreisfreie Stadt) |                        | Wappen der Stadt Dessau-Roßlau           | Lage der Stadt Dessau-Roßlau in Sachsen-Anhalt           | DE, RSL                       | 76.062    | 244,79          | 311    | entstanden aus dem Zusammenschluss der kreisfreien Stadt Dessau mit der Stadt Roßlau (Elbe) (bisher im Landkreis Anhalt-Zerbst) | Bauhaus in Dessau-Roßlau                             |
| Halle (Saale) (kreisfreie Stadt) |                        | Wappen der Stadt Halle (Saale)           | Lage der Stadt Halle (Saale) in Sachsen-Anhalt           | HAL                           | 227.639   | 135,02          | 1686   | zweitgrößte Stadt Sachsen-Anhalts | Markt in Halle (Saale)                               |
| Harz                             | Halberstadt            | Wappen des Landkreises Harz              | Lage des Landkreises Harz in Sachsen-Anhalt              | HZ, HBS, QLB, WR              | 207.134   | 2.104,91        | 98     | bevölkerungsreichster Landkreis Sachsen-Anhalts; westlichster Punkt des Landes (Wülperode); höchster Berg des Landes (Brocken; 1.141 m); grenzt an Niedersachsen und Thüringen; entstanden aus den Landkreisen Halberstadt, Quedlinburg und Wernigerode sowie der Gemeinde Falkenstein/Harz (bisher im Landkreis Aschersleben-Staßfurt) | Rathaus in Wernigerode                               |
| Jerichower Land                  | Burg                   | Wappen des Landkreises Jerichower Land   | Lage des Landkreises Jerichower Land in Sachsen-Anhalt   | JL, BRG, GNT                  | 88.695    | 1.577,42        | 56     | grenzt an Brandenburg; Übernahme von Teilen des Landkreises Anhalt-Zerbst | Elbe-Havel-Kanal bei Genthin                         |
| Magdeburg (kreisfreie Stadt)     |                        | Wappen der Stadt Magdeburg               | Lage der Stadt Magdeburg in Sachsen-Anhalt               | MD                            | 242.491   | 201,03          | 1206   | Landeshauptstadt, größte Stadt Sachsen-Anhalts | Dom zu Magdeburg                                     |
| Mansfeld-Südharz                 | Sangerhausen           | Wappen des Landkreises Mansfeld-Südharz  | Lage des Landkreises Mansfeld-Südharz in Sachsen-Anhalt  | MSH, EIL, HET, ML, SGH        | 130.162   | 1.449,01        | 90     | grenzt an Thüringen; entstanden aus den Landkreisen Mansfelder Land und Sangerhausen | Marktplatz mit Lutherdenkmal in Lutherstadt Eisleben |
| Saalekreis                       | Merseburg              | Wappen des Saalekreises                  | Lage des Saalekreises in Sachsen-Anhalt                  | SK, MER, MQ, QFT              | 182.677   | 1.434,01        | 127    | grenzt an Sachsen und Thüringen; entstanden aus dem Landkreis Merseburg-Querfurt und dem Saalkreis | Schloss und Dom zu Merseburg                         |
| Salzlandkreis                    | Bernburg (Saale)       | Wappen des Salzlandkreises               | Lage des Salzlandkreises in Sachsen-Anhalt               | SLK, ASL, BBG, SBK, SFT       | 182.296   | 1.427,55        | 128    | entstanden aus den Landkreisen Bernburg, Schönebeck und dem Landkreis Aschersleben-Staßfurt (ohne die Stadt Falkenstein/Harz) | Krukmannsches Haus in Aschersleben                   |
| Stendal                          | Stendal                | Wappen des Landkreises Stendal           | Lage des Landkreises Stendal in Sachsen-Anhalt           | SDL, HV, OBG                  | 106.793   | 2.424,01        | 44     | flächengrößter Landkreis Sachsen-Anhalts; nördlichster Punkt des Landes (Aulosen); grenzt an Brandenburg und Niedersachsen; 1994 unter Einschluss des Kreises Havelberg und etlicher Gemeinden des Kreises Gardelegen entstanden | Markt und Marienkirche in Stendal                    |
| Wittenberg                       | Lutherstadt Wittenberg | Wappen des Landkreises Wittenberg        | Lage des Landkreises Wittenberg in Sachsen-Anhalt        | WB, GHC, JE                   | 122.230   | 1.931,68        | 63     | östlichster Punkt des Landes (Annaburg); grenzt an Brandenburg und Sachsen; 2007 Eingliederung von Teilen des Landkreises Anhalt-Zerbst | Die Schlosskirche in Wittenberg                      |
| Sachsen-Anhalt                   | Sachsen-Anhalt         | Sachsen-Anhalt                           | Sachsen-Anhalt                                           | Sachsen-Anhalt                | 2.144.570 | 20.459,12       | 105    | |                                                      |